# Lighea
Lighea, pseudonimo di Tania Montelpare (Fermo, 11 novembre 1970), è una cantautrice e attrice teatrale italiana.

## Carriera
La sua carriera inizia nel 1989, quando partecipa (col suo vero nome) al Festival di Castrocaro col brano Non c'è più verità. Vi si ripresenta quattro anni dopo con il brano Siamo noi quelli sbagliati aggiudicandosi la vittoria e guadagnandosi così il diritto a partecipare a Sanremo Giovani 1993. Tramite quest'ultima manifestazione acquisisce il diritto di accedere al Festival di Sanremo 1994, nella sezione "Nuove proposte", aggiudicandosi il 6º posto con Possiamo realizzare i nostri sogni. Nello stesso anno viene pubblicato il suo primo album Non siamo eroi (il titolo è un verso di Siamo noi quelli sbagliati).
Nel 1995 ritorna al Festival con Rivoglio la mia vita, brano con il quale guadagna l'ammissione alla sezione "Campioni", classificandosi al 7º posto nella finale del sabato sera. Esce il suo secondo disco, Lighea, che comprende anche Le cose che non riusciamo a terminare mai, brano presentato al Festivalbar 1995 e con il quale raggiungerà la top 40 degli album più venduti in Italia. Nel 1996, dopo l'uscita del terzo album Impara a dire no, duetta con Fausto Leali nella sigla del telefilm Dio vede e provvede.
L'anno successivo Eugenio Finardi la sceglie come interprete musicale di La principessa Sissi, cartone animato trasmesso da Raiuno. Nel 1999 esce il singolo Ci sei perché, brano scritto a quattro mani da Gaetano Curreri e Luca Carboni. Torna sulle scene musicali nel 2002, debuttando come attrice nel musical Joseph e la strabigliante tunica dei sogni. Nel 2005, dopo aver duettato con Marco Armani nel singolo Nessuna ragione, torna in teatro con Cleopatra.
Nel 2006, anticipato dal singolo Ho, esce il CD Tania. L'album, che vende oltre 10 000 copie, ospita il bassista di Vasco Rossi Claudio Golinelli ed altri musicisti noti, come il chitarrista di Nek Massimo Varini, il batterista Cristiano Micalizzi (batterista dell'orchestra del Festival di Sanremo) e Mario Neri. Nel 2007 Lighea ha prodotto un DVD destinato al videocrossing. Girato da Roberto Chierici con la partecipazione dei Kontrasto (duo hip hop di Milano), il videoclip del singolo Matilde è stato abbandonato in molteplici copie sulle piazze italiane, con istruzioni per distribuirlo al maggior numero di persone possibile.
Il 21 giugno 2009 partecipa ad Amiche per l'Abruzzo. Nel novembre 2009 è uscito in tutte le piattaforme digitali il singolo Miele e veleno. Da novembre 2010 è in tour teatrale con uno spettacolo-canzone dal titolo Il cuore in bocca prima di lanciare il nuovo progetto discografico. Alla fine di marzo 2012, esce Temeraria contenente sei nuove canzoni, tra cui il singolo Le viole, uscito nel 26 gennaio 2012, e nuove versioni dei brani Ho, Le cose che non riusciamo a terminare mai, Rivoglio la mia vita. Il brano Miele e Veleno, incluso nell'album, è presente per la prima volta su CD.
Nel maggio 2012 si presta, assieme ad altri personaggi del mondo dello spettacolo e della musica, come voce narrante nel libro di favole Storie dei cinque elementi, progetto benefico a cura delle scrittrici Elena Torre e Anna Marani. Come testimonial dello stesso è stata invitata all'edizione 2012 del Festival Letterario LuccAutori dove si è esibita con Le cose che non riusciamo a terminare mai accompagnata dal pianista Giuseppe Sanalitro.
Secondo il sito ufficiale (non piu' attivo), a partire dal 2013 l'artista abbandona progressivamente l'attivita' di cantante per dedicarsi all'insegnamento del canto ,attivita' che secondo quanto riferito in un'intervista concessa al giornale Il Messaggero nel 2024, continua ad esercitare.

## Discografia
Album in studio
- 1994 - Non siamo eroi
- 1995 - Lighea
- 1996 - Impara a dire no
- 1997 - Principessa Sissi
- 2006 - Tania
- 2007 - Taniaspecialedizione 2007
- 2012 - Temeraria

Singoli
- 1995 - Rivoglio la mia vita
- 1999 - Ci sei perché
- 2005 - Nessuna ragione (con Marco Armani)
- 2009 - Miele e Veleno
- 2012 - Le viole
- 2018 - La casa capovolta (con Roberta Orrù)
- 2020 - Goccia d'acqua

Colonne sonore
- 1996 - Dio vede e provvede
- 2003 - Notte magica

## Teatro
- 2002 - Joseph e la strabiliante tunica dei sogni
- 2003 - Notte magica
- 2005 - Cleopatra
- 2010 - Il cuore in bocca